# حنة آرنت
 حنة آرنت  (بالإنجليزية: Hannah Arendt)‏ (14 أكتوبر 1906 - 4 ديسمبر 1975) كانت منظرة سياسية وباحثة يهودية من أصل ألماني. على الرغم من أنه كثيرا ما وُصفت بالفيلسوفة، فإنها كانت دائما ترفض هذا الوصف على أساس أن الفلسفة تتعاطى مع «الإنسان في صيغة المفرد.» وبدلا عن ذلك وصفت نفسها بالمنظرة السياسية لأن عملها يركز على كون «البشر، لا الإنسان الفرد، يعيشون على الأرض ويسكنون العالم.»

## حياتها
ولدت حنة آرندت لعائلة علمانية من يهود ألمانيا في مدينة ليندن (وهي الآن جزء من هانوفر)، ونشأت في كونسبرج وبرلين.
وتعتبر محطات سيرتها الذاتية بحد ذاتها تجسيداً لأهم أحداث وخصائص هذا القرن الدموي بحيث يمكن القول مع إرنست جيلنر إن «حياة هذه الناقدة اللاذعة تجسد أيضا جملة الحياة الفكرية والسياسية في عدة قرون أوروبية».
فعلى الرغم من انجذاب أرنت لدراسة الفلسفة منذ صغرها ثم انتظماها في دراستها بشكل نظامي في الجامعة حيث درست الفلسفة في جامعة ماربورغ مع مارتن هايدغر، والذي دخلت معه في علاقة طويلة، رومانسية وعاصفة، والتي كانت قد انتقدت في وقت لاحق بسببها اثر دعم هايدغر للحزب النازي بينما كان يشغل منصب عميد جامعة فرايبورغ.
وصول النازيين وإيديولوجيتهم الشمولية إلى الحكم في ألمانيا في عام 1933 شكل نقطة تحول مركزية في حياة آرندت دفعها إلى الابتعاد عن الفلسفة بمفهومها النظري البحت والتوجه إلى العمل السياسي بشكل عملي. وفي صيف عام 1933 اعتقلت المخابرات النازية حنة أرندت، ثم أطلقت سراحها فيما بعد. ثم نجحت هذه "اليهودية الألمانية المطاردة من قبل النازيين"، على حد تعبيرها، في الهروب من براثن النازية إلى باريس ثم إلى نيويورك، حيث عملت صحفية، ومراجعة لغوية ومحاضرة جامعية وبدأت عملها السياسي الحقيقي، فسعت لاستكشاف أصول الأنظمة الشمولية من خلال وضع أرنت الشكلين الأكثر بروزا للأنظمة الكليانية وهما النازية الألمانية والستالينية الروسية تحت المجهر في كتابها الموسوعي "أصول الشمولية" إدراكاً لخطورة هذه النظم والأهم خطورة الاعتقاد بأنها أصبحت تنتمي إلى الماضي واكدت أرنت على التحدي الذي تثيره هذه الإيديولوجيات باعتبارها تشكل انبثاقا لظاهرة جديدة جذريا تجبر كل الباحثين على القيام بمراجعة كاملة لأدوات التحليل العلمي المعهودة، علاوة على أنها انعطافة نكوصية لم يشهدها تاريخ الفكر الأوروبي قبل ذلك". وعلى هذا النحو توضح آرندت أن "الأصالة المرعبة للشمولية لا تنشأ عن أن فكرة جديدة جاءت إلى العالم، وإنما على شرخ جديد سحق كل مقولاتنا السياسية وكل مقاييسنا الخاصة بالحكم الأخلاقي. فجبروت الحدث يتفوق هنا على المفهوم". ورغم فاشية الجوهر الإيديولوجي للنازية والستالينية، إلا أن السمة الشمولية تظهر جليا في هدف هذه الأنظمة، الذي لا يقتصر على الاستيلاء على السلطة فحسب، بل يمتد ليـ"يشمل" كل المجتمع ويجسد التماثل الكامل بين الحزب الحاكم والدولة.
وفيما بعد وضعت أرنت كل طاقتها وموهبتها في خدمة المنظمات اليهودية العاملة في نيويورك، التي أخذت على عاتقها إنقاذ ما يمكن إنقاذه من يهود أوروبا والعمل على إقامة وطن لليهود على أرض فلسطين التاريخية. لكنها انفصلت عن هذه المنظمات لاحقاً، وبدأ هذا الابتعاد إبان الخلاف الذي نشب داخل الحركة الصهيونية حول التحالفات التي من الممكن عقدها بين ما أُطلِقَ عليه أنصار «الواقعية السياسية» (هرتزل) وأنصار «المثالية الأدبية» (ب. لازار)، وقفت أرندت بجانب الأخير، لأن السياسة الواقعية الوحيدة تنحصر في سياسة تحالف مع الشعوب المتوسِّطية الأخرى التي تعزز الوضع المحلِّي اليهودي في فلسطين والتي تؤمِّن تعاطفًا حقيقيًا مع الجيران.
ورأت أرندت أن أحد مصادر العمى الصهيوني الخاص بما تسميه «المسألة العربية» يكمن في الاتجاه نحو الواقعية السياسية، أي الاندراج في لعبة القوى العظمى. وبهذا المعنى لا تكون هذه السياسة سوى سياسة تُلغي معناها بسبب تقريبها ممَّن يمتلك قوة أكثر؛ لذلك فهي «غير مبصرة للواقع» الضروري للفعل.
فرأت أرنت أن "إنجازات اليهود في فلسطين هي مصدر الشرعية ونقطة التقاء محتمل مع العرب، فإذا كان هناك بُعدٌ "تاريخي" لاختيار فلسطين دون أي بقعة أخرى في العالم – بحسب الزعم الصهيوني – فهذا لا يضفي وحده شرعية على الوجود اليهودي فيها. فالشرعية لا يمكن أن تتأتى إلا من مبدأ يمكن الآخرين الاعتراف به. وبالنسبة إلى العرب، الحق المعترف به لليهود هو في "جعل الأرض التاريخية بلدًا لهم، لا بالقوة، ولكن بعملهم وبثمرة رؤوسهم وأيديهم". والأمر نفسه، بطبيعة الحال، ينطبق على العرب. وذهبت أرنت إلى ضرورة الاتفاق على "بعض المطالب الرئيسية"؛ ومنها
أن حقَّ الشعب اليهودي في فلسطين «مماثل لحقِّ كلِّ إنسان في حيازة ثمرة عمله»، سواء أكان يهوديًا أم عربيًا.
وتأكد هذا الانسلاخ عندما وجدت أرنت الدولة اليهودية تغرق في مستنقع «السياسة الواقعية» Realpolitik، حسب تعبيرها وبعد تغطيتها محاكمة أيْخْمَنْ لحساب مجلة النيويوركر وصدرت لاحقاً في كتاب «أيخمان في القدس» وكان أدولف أيخمان هو المسؤول عن ترحيل وإعدام اليهود في ألمانيا النازية وكان العنوان الفرعي للكتاب«تقرير عن عادية الشر» هو الذي جلب عليها طوفاناً من النقد والهجوم والحملات الصهيونية حيث أبرز إيخمان موظفاً بورجوازياً تافها، وليس سادياً أوشاذاً كما حاول الادعاء الإسرائيلي أن يصوره، بل شخصاً عادياً تماماً، ومرعباً في عاديته. لم تر أرنت في أيخمان تجسيداً للشر، بل أدركت أن الكارثة تكمن في قدرة النظم الشمولية على تحويل البشر إلى محض «منفذين» و«تروس» في الآلة الإدارية – أي تجريدهم من إنسانيتهم.
اعتبرت أرنت المحاكمة محاولة من الدولة الإسرائيلية ترسيخ دعائمها عبر محاكمة مسرحية رأت فيها بدايةً لاستخدام الهولوكوست أداةً سياسية، لا سيما أنها أُجريت في وقت كان بن غوريون يسعى فيه إلى الحصول على المزيد من التعويضات المالية من ألمانيا الغربية. كما كشفت أرنت دور المجالس اليهودية في التعاون و«العمالة» مع النظام النازي بما أثار الشك في الإدعاء الصهيوني بكون اليهود «ضحايا دائمين»، وهو ما أدى لاتهامها بـ «معاداة السامية».

## مفهوم القوة والتواصل

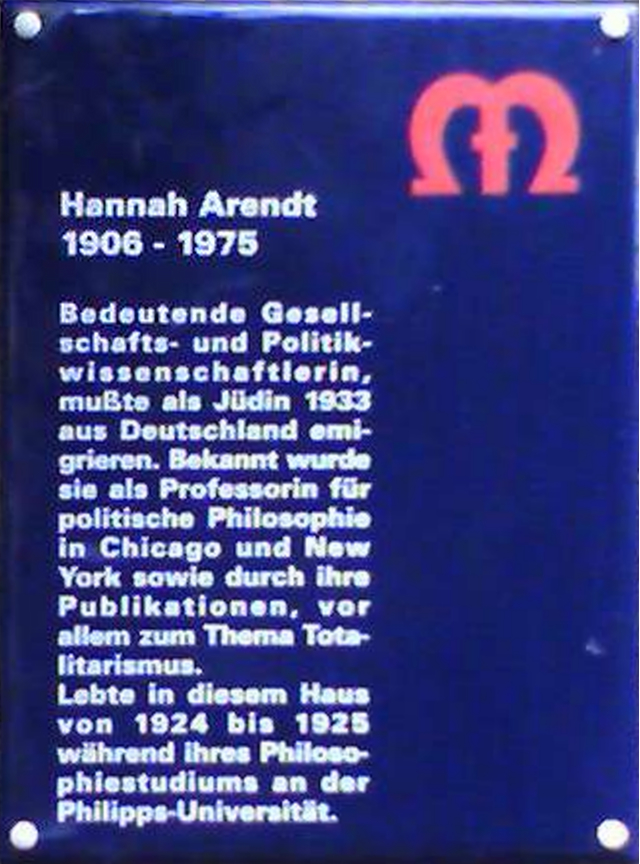
لافتة على منزل آرنت، ماربورگ، لوترستر.

ترى حنا أرنت «القوة جزء هام من من العالم الاجتماعي غالباً ما يُهْمَل إسهامها في تشغيل الحياة الاجتماعية وأدائها لوظائفها» وفي تفصيل هذه الرؤية تقول أرنت أن «كل المؤسسات السياسية هي تجليات وتجسدات مادية للقوة، فهي تتكلس وتتحلل عندما تكف القوة الحية للناس عن دفعها».
وقد انعكس هذا حتى على تحديد معنى القوة فالحقيقة الأساسية في الحياة الإنسانية هي الجماعية والتنوع في نفس الوقت، وهذا يولد الحاجة إلى العمل معا، وتميز في هذا الخصوص بين نوعين من العمل:
- العمل المعبر عن الشخص، والعمل الاتصالى
- العمل الاتصالى، والعمل التقريرى

القوة وفقا تعبر عن العمل الاتصالي فهي ليست قدرة البشر على أن يعملوا معا فقط، ولكن أن يعملوا بطريقة متناسقة فالقوة في معناها الأصلي تصور رضائي أو طوعي Consensual Notion
يعتمد على اتفاق جماعة من الفاعلين الاجتماعيين على كيفية تنظيم ووضع قواعد لممارساتهم الحياتية المتعددة فالقوة عند أرنت ضرورية لتحقيق التنسيق بين الأفراد لأداء هدف اجتماعي متفق عليه فهي ضرورية لأي هيكل تنظيمي إنساني ولابد أن تقوم على الاقتناع الحر من جانب المحكومين ومن ثم تكون القوة ها قوة اجتماعية إيجابية وبدون هذا الرضاء يصبح الكيان السياسي القائم هو اغتصاب وسلطة Authority
والقوة بالوصف المشار إليه لا يمكن أن تكون أبداً خاصة فردية بل إن تعود إلى جماعة وتظل موجودة طالما ظلت المجموعة مع بعضها البعض وعليه فإن القوة لا تحتاج إلى تبرير انطلاقاً من كونها لا تقبل أي فصل عن وجود الجماعات السياسية نفسه وما تحتاج إليه القوة إنما هو المشروعية فالقوة تنبثق من كل مكان يجتمع فيه الناس ويتصرفون بالتناسق فيما بينهم لكنها تستنبط مشروعيتها من اللقاء الأول أكثر مما تستنبطه من أي عمل قد يلي ذلك.
ورأت حنا أرنت أن ثمة خطأ جوهري في بنية مفهوم القوة الاجتماعية بجعلها تعتمد بالأساس على عدم المساوة والهيمنة وترفض أن تشير القوة لبنى الهيمنة والعنف في المجتمع ف«السلطة تكمن حقاً في جوهر كل حكومة لكن العنف لا يكمن في هذا الجوهر العنف بطبيعته أداتي»

## المفاهيم المناقضة

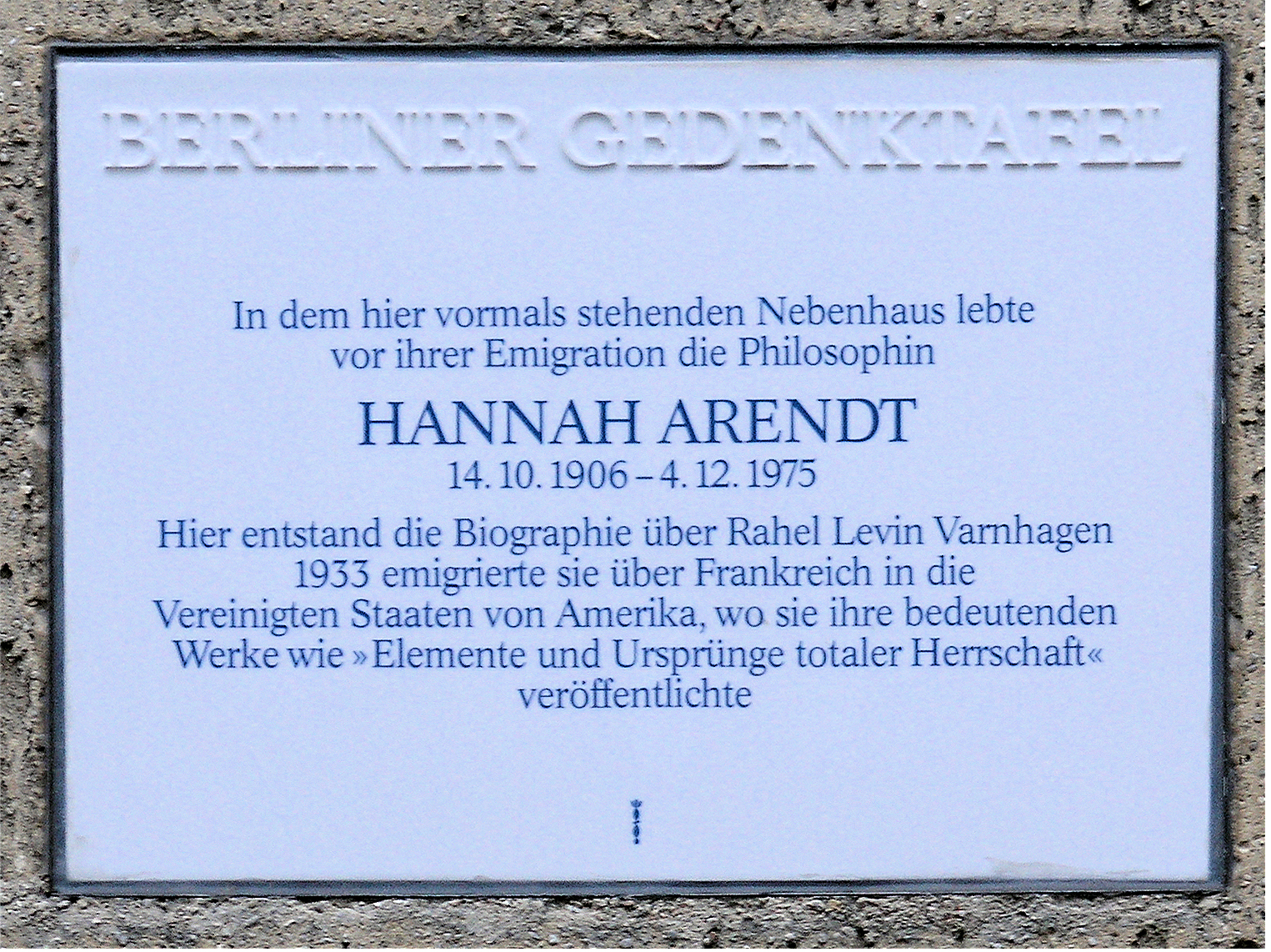
Berliner Gedenktafel am Haus Opitzstraße 6, in برلين شتجليتز

### العنف
ترى حنا أرنت عند تحليلها للنظم الشمولية أن العنف يتعارض جوهريا مع السياسة بل يقصيها ويغيبها تماما. إن العنف يرتبط بأفعال غير سياسية في عمقها: التحايل الضبط أو التطويع الاجتماعي، التخدير الإيديولوجي. فتذهب في كتابها في العنف إلى القول: "إن السلطة والعنف يتعارضان: فحين يحكم أحدهما حكما مطلقا يكون الآخر غائبا.
ويظهر العنف «لما تكون السلطة مهددة. لكنه إن ترك على سجيته سينتهي الأمر باختفاء السلطة». إن العنف لا يمثل إلا مسلكا من المسالك التي تلجأ إليها السلطة، وهي لما تقوم بذلك تحاول تبريره. إن الأفعال السياسية الحق لا تحتاج إلى تبرير، أما العنف فيوجب في أغلب الأحيان التبرير. وتقول حنا أراندت: «لا يمكن للعنف أن ينحدر من نقيضه الذي هو السلطة، وأنه يتعين علينا، لكي نفهم العنف على حقيقته أن نتفحص جذوره وطبيعته».
وتبعا لمقاربتها الظاهراتية (الفينومنولوجية), ترى أرنت أن العنف يعبر في كثير من الأحيان عن مشاعر لا ترتبط بالضرورة بالسياسة: كالخوف من الموت والفناء، والبحث عن الخلود عن طريق استمرارية الجماعة. ويظهر العنف المضاد للسلطة عند غياب الحرية. فالحرية تعني «القدرة على الفعل» أو «القدرة على التأثير». إن الديمقراطيات الحديثة لها طابع بيروقراطي بشكل رئيسي وبالتالي فهي تجنح إلى التقليص من فضاء الحرية، بل تسعى إلى جعلها بدون جدوى وفعالية وبدون معنى، سيما وأن البيروقراطية
تبدو وكأنها «سلطة بدون هوية سياسية». إن المثقفين في الشرق ينشدون الحرية ويطالبون بها، أما المثقفون في الغرب فيرون أن حريتهم ليست لها معنى، وهذا ما أفضى في النهاية إلى أعمال العنف. إن المفكرين المحدثين الذين مجدوا العنف إنما انطلقوا من أساطير وأوهام سياسية، فاعتبروا أن العنف قد يكون خلاقا ومنقذا للجماعة كما هو الشأن عند جورج سوريل أو أنه باعثا على الحياة كما هو الشأن عند فرانز فانون.
دافعت حنّه أردنت عن فكرة الدولة القومية الثنائية في فلسطين، واحتجت ضد طرد الفلسطينيين من بلدهم. 

### السلطة
وترى أرنت أن السلطة من أكثر الظواهر التباساً بما يجعلها أكثر عرضة لسوء الاستخدام وهي يمكن استخدامها على المستوى الشخصي كما يمكن استخدامها على مستوى المؤسسات في مجلس الشيوخ الروماني أو في التارتبية الهرمية الكنسية وتتميز السلطة بأن الذين يطلب إليهم الخضوع لها يعترفون بها دون أن يضعوا دون ذلك أي شروط ومن دون أن يحتاج الأمر إلى إقناع أو إكراه والإبقاء على السلطة يتطلب احتراماً معيناً للشخص أو المؤسسة المعنية والعدو الأكبر للسلطة هو الاحتقار أما الخطر الأكبر الذي ينسف التسلط فهو الاستهزاء.

## ركائز السلطة

### الحالة الجماهيرية
غالباً ما تسعى الحركات الشمولية برأي أرنت إلى تنظيم الجماهير وتفلح في ذلك لكنها تتساءل كيف ظهرت هذه الجماهير وكيف أصبحت كذلك؟ وتجيب إن عبارة «الجماهير» تنطبق على الناس، الذين عجزوا، لسبب أعدادهم المحضة، أو لسبب اللامبالاة، أو للسببين المذكورين معاً عن الانخراط في أي من التنظيمات القائمة على الصالح المشترك ـ أكانت أحزابا سياسية، أم مجالس بلدية، أو تنظيمات مهنية أو نقابية. توجد الجماهير، وجوداً بالقوة، في كل البلدان، وتشكل غالبية الشرائح العريضة من الناس الحياديين واللامبالين سياسياً، والذين نادراً ما يصوتون ولا ينتسبون إلى أي حزب.
لقد أدرك أيدلولوجيو وزعماء الشمولية بيقين تام هذا الأمر، وعملوا كل ما بوسعهم كي يجزئوا المجتمع ويذرروه ويحرموا الإنسان من العلاقات الاجتماعية المتوارثة عن الماضي، ويعزلوا الناس بذلك عن بعضهم البعض.
بمعنى آخر: لقد طمحت الشمولية إلى أكثر ما يمكن من اجتثاث كل الجذور التي تربط الإنسان بتلك الجماعات، وإلى الحد الأقصى من توحيد كل روابطه الاجتماعية، وتعرية كل الجوانب، والنواحي المقدسة في حياته الخاصة وكشفها على الملأ. لقد مهدت الفردية السبيل، على ما يبدو عليه ذلك من تناقض، تحقيق هذا الهدف ولئن صح أن الحريات الديمقراطية قامت على أساس من المساواة بين جميع المواطنين أمام القانون، إلا أنها لا تكسب معناها ووظيفتها العضوية إلا حالما ينتمي المواطنون إلى جماعات تمثلهم، أو تشكل في ذاتها هرمية اجتماعية وسياسية لكن اللامبالاة إزاء الشؤون العامة، والحياد في المجال السياسي، ليسا شرطين كافيين لنمو الحركات الشمولية فقد كان انهيار منظومة الطبقات، مؤاتياً لانطلاقة النازية لقد كان من شأن انهيار نظام الطبقات أن أفضى بصورة آلية إلى انهيار نظام الأحزاب نفسه، ولما كانت هذه الأحزاب قائمة على المصالح، لم يسعها أن تمثل مصالح طبقة من الطبقات وسط هذا المناخ، وخلال انهيار مجتمع الطبقات، أخذت تتنامى نفسية «رجل الجمهور» الأوروبي. ولئن أصاب نفس المصير جمهوراً من الأفراد، في تماثلية رتيبة ومجردة، فإن ذلك لم يحل دون أن يطلق هؤلاء على أنفسهم أوصاف الفشل الفردي، كما لم يحل دون إطلاق أحكام الظلم لمخصوص على العالم. مع ذلك، فإن هذه المرارة الشخصية ما كانت لتشكل رابطاً مشتركاً بين أعداد الناس، رغم حدوثها في حالاتٍ فردية كثيرة ومعزولة: ورغم ميل هذه المرارة إلى محو الاختلافات الفردية، لم تقم على أية مصلحة مشتركة، أكانت اقتصادية، أم اجتماعية، أو سياسية. وبالتالي، فإن الانطواء على النفس بات متلازماً مع إضعافٍ إرادي في غريزة البقاء. وقد تجلى ذلك في عدم المبالاة، بمعنى ألا يكون للمرء قيمة في نظر نفسه، وفي الشعور بإمكان أن يكون المرء مضحى به، على أن هذين لم يكونا تعبيراً عن مثالية فردية، إنما دلا على ظاهرة جماهيرية.
ومن ناحية أخرى لطالما كانت الحركات الشمولية أحوج إلى ظروفٍ خاصة تكون فيها الجماهير مفتتة ومشظاة، لذلك تتشكل الحركات الشمولية من تنظيماتٍ جماهيرية تضم إليها أفراداً مبعثرين ومعزولين فكان على الشمولية التخلص نهائياً من حيادية لعبة الشطرنج"، أي أن تتخلص من أي نشاطٍ ذي وجود مستقل. أما الذين ما برحوا يهوون "لعبة الشطرنج لذاتها"، والذين قارنهم مصنفوهم مع "محبي الفن للفن" مقارنة محقةً، فلا يعدون كونهم عناصر لا تزال تبدي مقاومة إزاء مجتمع قائم على الجماهير، والذي يشكل تجانسه التام أحد شروط الشمولية الأساسية.

### الإرهاب

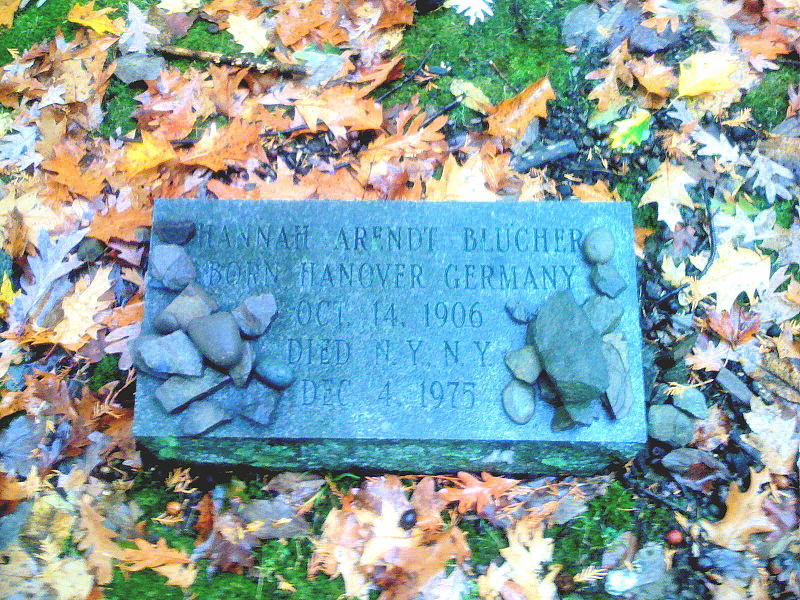
قبر حنة آرنت في نيويورك.

تكمن العلاقة الفارقة للنظام الشمولي في أن الرعب والإرهاب يستخدمان وإنما كأدوات اعتيادية وواسعة الاستخدام لقيادة الجماهير. ولتحقيق هذا الهدف يغذى دائماً، ويعاد إنتاج مناخ الحرب الأهلية.يعمم الإرهاب دون أي سبب واضح، أو استفزاز مسبق، وتكون ضحاياه من غير المذنبين إطلاقاً، حتى من وجهة نظر أولئك الذين ينفذون الإرهاب فالإرهاب هو تحقق قانون الحركة إذ يقضي هدفه الرئيسي في جعل قوة الطبيعة أو التاريخ تنصر على الجنس البشري برمته وفي هذا السياق يصبح الإرهاب هو الشرعية إذا ما صار القانون قانوناً لحركة قوة فوق بشرية سواء الطبيعة بالنسبة للنازية أو التاريخ بالنسبة للماركسية
الأيديولوجيا
إن الايديولوجيات جميعها تتضمن عناصر شمولية غير أن الحركات الشمولية دفعت بها إلى التنامي بصورة كاملة فالمسألة الحاسمة للذهنية الشمولية أنها تستخدم الحجج، والمبادئ المؤسسة على الأيديولوجيا مكان الوقائع الحقيقية. هنا يسود منطق العبث على منطق العقل السليم، يحل الواقع المزيف، والموهوم، المركب صنعياً مكان الواقع القائم فعلياً. من هذه الزاوية تعتبر العلاقة القوية بين الحقيقة والقوة الخاصية الثابتة للشمولية.
القوة هنا تحدد الحقيقة، حسب قول لينين: "مذهب ماركس كلي القوة لأنه صحيح يمكن للمؤرخين أن يختلفوا فيما بينهم في الرأي في تفسير هذه أو تلك من الأحداث التاريخية لكن يبقى هناك بحر من الوقائع التي لا يمكن لأحد منهم أن تظهر لديه شكوك في واقعيتهما. وتسعى الشمولية من حيث المبدأ لتجفيف هذا البحر من الوقائع، وتكون بذلك قد قضت على إمكانية الاتفاق بشأنها. لا عجب أن النازية أنكرت، بإصرار، وحدة البشر كممثلين للجنس البشري الواحد، وذلك كان ضرورياً كما يقول جورج أورويل: من أجل"الكذب التمهيدي" المدعو لخلق ليس المستقبل فحسب، وإنما الماضي- التاريخ بشكل عام حسب رؤية أرنت

## روابط خارجية
- حنة آرنت على موقع IMDb (الإنجليزية)
- حنة آرنت على موقع الموسوعة البريطانية (الإنجليزية)
- حنة آرنت على موقع مونزينجر (الألمانية)
- حنة آرنت على موقع ميوزك برينز (الإنجليزية)
- حنة آرنت على موقع إن إن دي بي (الإنجليزية)